# Melih Kartal
Melih Kartal (* 1. Januar 1995 in Istanbul) ist ein türkischer Fußballspieler.

## Spielerkarriere
Kartal kam im Istanbuler Stadtteil Kadıköy auf die Welt. Als Zehnjähriger begann er in der Nachwuchsabteilung von Pendikspor mit dem Vereinsfußball. 2007 wechselte er in die Nachwuchsabteilung von Kartalspor. 2010 verpflichtete ihn der türkische Traditionsklub Galatasaray Istanbul mit einem Profivertrag ausgestattet für seine Nachwuchsabteilung. Kartal spielte drei Jahre lang für die Reserve- bzw. U-19-Mannschaft des Vereins.
Zur Rückrunde der Saison 2013/14 wurde Kartal an den Zweitligisten Kahramanmaraşspor verliehen. Hier gab er am 2. Februar 2014 in der Ligapartie gegen Adanaspor sein Profidebüt.
Im Sommer 2014 löste er seinen Vertrag mit Galatasaray frühzeitig auf und kehrte zu seinem vorherigen Verein Kartalspor zurück.